# Catherine Bearder
Catherine Bearder född 14 januari 1949 är en engelsk liberaldemokratisk politiker och hon är sedan 2009 ledamot i Europaparlamentet.